# Ryszard Ochyra
Ryszard Ochyra ( 1949) es un briólogo y explorador polaco.
Es Jefe del Laboratorio de Briología en el Instituto de Botánica de la Academia de Ciencias de Polonia, en Cracovia. Ha realizado trabajo de campo en Tanzania, África del Sur, Antártida, Tierra del Fuego, islas Malvinas, islas Príncipe Eduardo, islas Crozet e islas Kerguelen.

## Algunas publicaciones
- ryszard Ochyra, halina bednarek-Ochyra, barbara godzik. 2013. Bibliography of the W. Szafer Institute of Botany Polish Academy of Sciences (1953-2012). Parte 1 de Bibliografía del W. Szafer Institute of Botany. Ed. W. Szafer Institute of Botany, Polish Academy of Sciences, 442 pp. ISBN 8362975156, ISBN 9788362975150

- ---------------------, -------------------------------, ronald lewis-Smith. 2008. Illustrated Moss Flora of Antarctica. Estudios en investigación polar. Edición ilustrada de Cambridge Univ. Press, 685 pp. ISBN 0521814022, ISBN 9780521814027

- ---------------------. 2003. Census catalogue of Polish mosses. Vol. 3 de Biodiversidad de Polonia. Eds. Jan Żarnowiec, Halina Bednarek-Ochyra y Polish Acad. of Sci. Institute of Botany, 372 pp. ISBN 838544484X, ISBN 9788385444848

- ---------------------. 2001. Flora criptogámica de Tierra del Fuego: Bryophyta, musci : Amblystegiaceae. Vol. 14, parte 10 de Flora criptogámica de Tierra del Fuego. Ed. Celina M. Matteri y Estudio Sigma, 96 pp. ISBN 9874342293, ISBN 9789874342294

## Honores
Ha recibido numerosos premios, incluyendo el premio de manos del primer ministro del Gobierno de Polonia en el año 2000 por su destacado logro científico.

### Eponimia
Género de musgo
- Ochyraea fue nombrado en su honor.

Especies de fanerógamas
- (Asteraceae) Vernonia ochyrae Lisowski[3]

- (Orchidaceae) Angraecopsis ochyrae (Szlach. & Olszewski) R.Rice[4]

- (Orchidaceae) Eurystyles ochyrana (Szlach., Mytnik & Rutk.) F.Barros & L.R.S.Guim.[5]
- La abreviatura «Ochyra» se emplea para indicar a Ryszard Ochyra como autoridad en la descripción y clasificación científica de los vegetales.[6]